# Dirk Müller (pilota automobilistico)
Dirk Müller (Burbach, 18 novembre 1975) è un pilota automobilistico tedesco, vincitore della 24 Ore di Le Mans con il team Ford Chip Ganassi insieme a Sébastien Bourdais e Joey Hand su Ford GT GTE. 
Nella sua carriera ha preso il via a 8 edizione della Le Mans tra il 1999 e il 2019, ottenendo una vittoria, un secondo posto e due terzi posti.

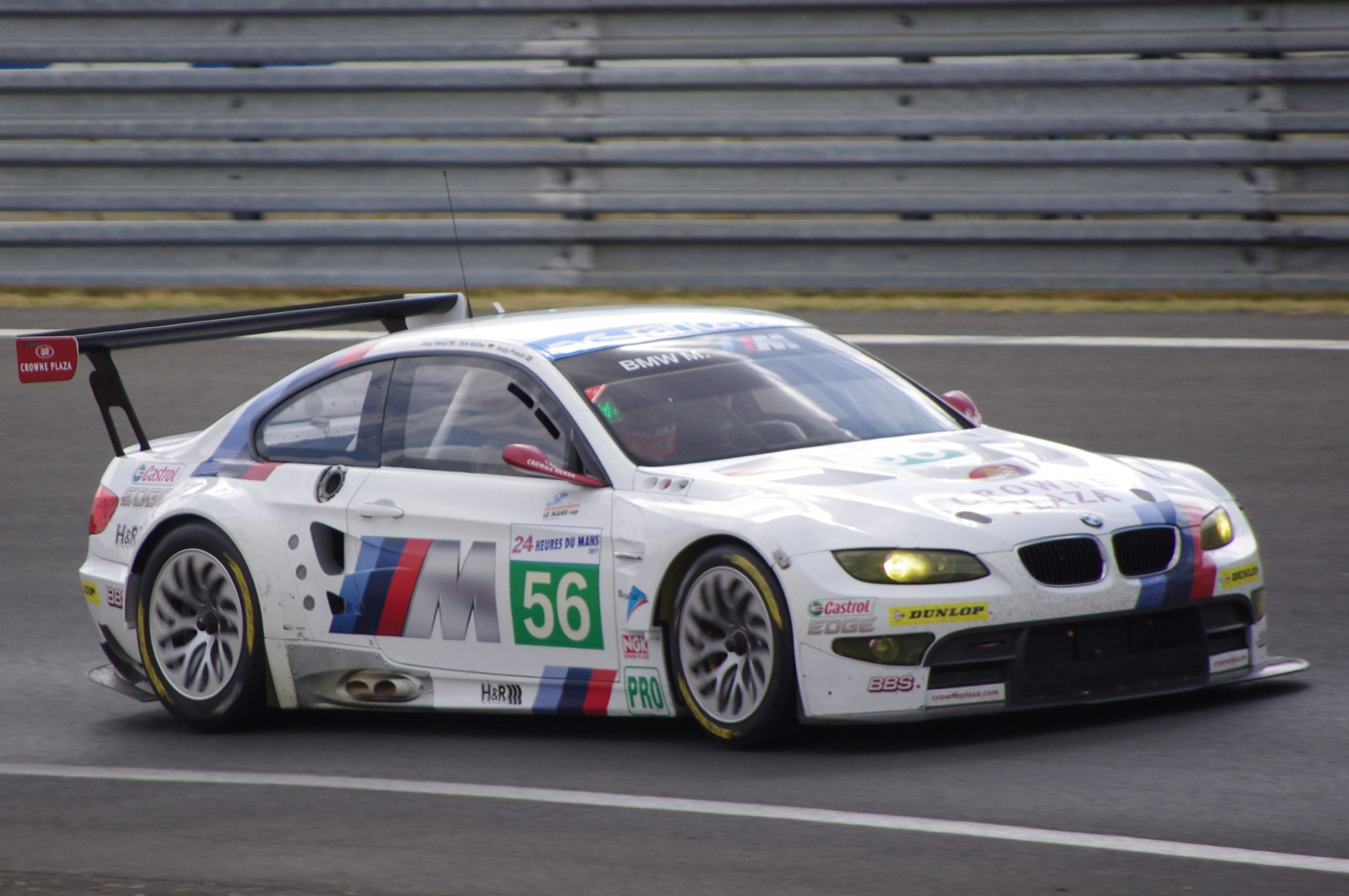
Dirk Muller su BMW M3 GT2 a Le Mans 2011

## Palmarès
- 24 ore di Le Mans: 1
2016 su Ford GT GTE
- Porsche Carrera Cup Germany: 1
1998